# Hans Bernhard von Gilgenberg
Hans Bernhard von Gilgenberg (* vor 1440; † 9. Oktober 1474 vor Neuss) war ein Ritter, stellvertretender Vogt und Söldnerführer in burgundischen Diensten.

## Herkunft
Hans Bernhard von Gilgenberg wurde vor dem Jahr 1440 als illegitimer Sohn des Freiherrn Rudolf von Ramstein geboren. Nach dem Tod des Vaters erbte er 1459 das Schloss Gilgenberg bei Solothurn, nach dem er sich fortan benannte. Als unehelichem Sohn standen ihm Titel und Name des Vaters nicht zu. Im Wappen trug er zwei gekreuzte Lilien (Ilgen) in Anlehnung an den Burgnamen.

## Leben
1459 ehelichte Hans Bernhard von Gilgenberg Susanna Beck von Stauffenberg. Gilgenberg versuchte sich zunächst durch Kriegsdienste eine Einnahmequelle zu schaffen. Sein Gesuch von 1461 an die Stadt Solothurn um das Recht, eine Söldnertruppe von 30 Mann anwerben zu dürfen, wurde abgelehnt. Bis Ende der 1460er Jahre war er in etliche Fehden verstrickt. 1467 geriet er für mehrere Monate in Gefangenschaft. Anschließend wurde Gilgenberg Statthalter in Ensisheim. Nach Erwerb der Pfandlande durch Karl den Kühnen von Siegmund von Tirol trat Hans Bernhard von Gilgenberg in burgundische Dienste. Zunächst wurde er stellvertretender Grand Bailli, das entspricht dem Amt eines stellvertretenden Landvogtes. 1474 hatte Gilgenberg das Amt des Waldvogtes der Grafschaft Hauenstein inne. Nach der Hinrichtung Peter von Hagenbachs 1474 übernahm er dessen Amt und wurde zunächst als Hauptmann der pikardischen Söldner bei der Belagerung von Neuss eingesetzt. Dort fiel Hans Bernhard von Gilgenberg am 9. Oktober 1474 bei einem vergeblichen Sturm auf die Stadt. Er wurde von einer Geschützkugel getroffen. Sein Sohn Hans Imer von Gilgenberg (vor 1469–1533) war Achtburger und Bürgermeister von Basel.